# 紀元前627年
紀元前627年（きげんぜん627ねん）は、西暦（ローマ暦）による年。紀元前1世紀の共和政ローマ末期以降の古代ローマにおいては、ローマ建国紀元127年として知られていた。紀年法として西暦（キリスト紀元）がヨーロッパで広く普及した中世時代初期以降、この年は紀元前627年と表記されるのが一般的となった。

## 他の紀年法
- 干支 : 甲午
- 日本
  - 皇紀34年
  - 神武天皇34年
- 中国
  - 周 - 襄王25年
  - 魯 - 僖公33年
  - 斉 - 昭公6年
  - 晋 - 襄公元年
  - 秦 - 穆公33年
  - 楚 - 成王45年
  - 宋 - 成公10年
  - 衛 - 成公8年
  - 陳 - 共公5年
  - 蔡 - 荘侯19年
  - 曹 - 共公26年
  - 鄭 - 穆公元年
  - 燕 - 襄公31年
- 朝鮮
  - 檀紀1707年
- ユダヤ暦 : 3134年 - 3135年

## できごと

### 中国
- 秦軍が滑を滅ぼした。
- 晋と姜戎が連合して秦軍を殽で撃破した。
- 狄が斉に侵入した。
- 魯軍が邾に侵攻して、訾婁を奪った。
- 晋・陳・鄭が連合して許に侵攻した。
- 楚の令尹の鬬勃（中国語版）が陳と蔡に侵攻してこれを降した。
- 楚の鬬勃が公子瑕を送るために鄭に侵攻したが、公子瑕は桔柣門で鄭人に殺された。
- 晋の陽処父（中国語版）が蔡に侵攻したので、楚の鬬勃は蔡の救援に赴き、晋軍と泜水を挟んで対峙した。両軍は戦わずに退却したが、鬬勃は賄賂を受けて戦闘を避けたと中傷され、処刑された。

## 死去
- 魯の僖公